# لیپه (سمدروو)
لیپه (به صربی: Lipe) یک منطقهٔ مسکونی در صربستان است که در اسمدرفو واقع شده‌است.